# Grace Bailey
Le Grace Bailey est une goélette à deux mâts, à coque bois, construite en 1882 dans un chantier naval de  Patchogue à Long Island aux États-Unis. Son port d'attache est Camden dans le Maine et elle était l'une des quatre goélettes les plus utilisées autrefois dans le cabotage américain.
Elle fut l'un des premiers navires dans la flotte de navires historiques connus sous le nom de " Maine Windjammers", qui offrent des croisières dans la baie de Penobscot et la côte du Maine, entrant dans ce service en 1939. Elle a subi sa dernière restauration majeure en 1989-90. Elle a été déclarée Monument Historique National en 1992
Le Grace Bailey a été inscrit au Registre national des lieux historiques en tant que National Historic Landmark en 1990 et 1992,

## Histoire
Grace Bailey est une goélette à deux mats avec un pont de 24 m et une longueur hors tout de 36 m. Son gréement se compose de quatre voiles. Elle n'a aucun moteur, naviguant normalement avec un petit bateau propulsé par un moteur diesel. Sous le pont, elle est maintenant équipée de cabines pour transporter les passagers et l'équipage.
Grace Bailey a été construite en 1882 pour le propriétaire Edwin Bailey, qui l'a nommée d'après sa fille qui est née cette année-là. Elle a été reconstruite en 1906, date à laquelle elle a été rebaptisée Mattie, un nom sous lequel elle a navigué jusqu'à sa restauration en 1989-90. Elle a servi dans le cabotage jusqu'en 1939, transportant des marchandises et des fournitures dans des zones où l'accès routier était difficile ou impossible à l'époque.
En 1939, elle a été affrétée par Frank Swift, qui avait émis l'idée d'utiliser des goélettes pour les excursions de passagers, car ces voiliers étaient devenus financièrement non viables dans le commerce de fret côtier. Rencontrant un succès financier, il la rachète purement et simplement l'année suivante. Depuis, elle a fait partie de la flotte Maine Windjammer Association, offrant des croisières à la voile à des clients payants.